# Фредерик де Фуа-Кандаль
Фредерик де Фуа-Кандаль (фр. Frédéric de Foix-Candale; ок. 1510 — август 1571) — граф Беножа, Кандаля и части Астарака, капталь де Бюш.
Сын Гастона III де Фуа, графа де Кандаль, и его жены Маты д’Астарак.
В составе французской армии участвовал в войне с Испанией и прославился своей храбростью. По миру в Като-Камбрези (1559) некоторое время находился в Испании в качестве заложника.
После смерти отца (1536) унаследовал графства Бенож, Кандаль и часть Астарака (другая часть принадлежала его матери — Мате).
Чтобы профинансировать участие в военных походах, заложил свои земли. Беннож и Кадиллак в 1563 году были конфискованы за долги и проданы Франсуа д’Обюссону. Епископ Эр-сюр-л’Адура Франсуа де Фуа-Кандаль их выкупил и передал сыну Фредерика Генриху — своему племяннику.
Жена (1540) — Франсуаза де Ларошфуко, дочь графа Франсуа II де Ларошфуко. Дети:
- Генрих (1540/1545 — 1572), граф Кандаля, Беножа и Астарака, капталь де Бюш
- Жан, виконт д’Астарак, умер в молодости
- Шарлотта-Диана, муж — Луи де Фуа, виконт де Мейль, граф де Гюрзон.